# Fritz Persson
Fritz Persson (i riksdagen kallad Persson i Växjö och Persson i Stockholm), född 9 juni 1904 i Algutsboda, död 17 juli 1987 i Vällingby, var en svensk socialdemokratisk politiker och ombudsman.
Persson var först glasblåsare innan han blev politiker och 1936 blev socialdemokratisk ombudsman. Han var ledamot av Sveriges riksdags andra kammare 1941-1960 och ledamot av första kammaren från 1961.